# Viciria pavesii
Espèce
Synonymes
- Attus praemandibularis van Hasselt, 1893
- Lagnus ruber Workman, 1896

Viciria pavesii est une espèce d'araignées aranéomorphes de la famille des Salticidae.

## Distribution
Cette espèce se rencontre en Indonésie, à Singapour, en Malaisie et en Thaïlande.

## Description

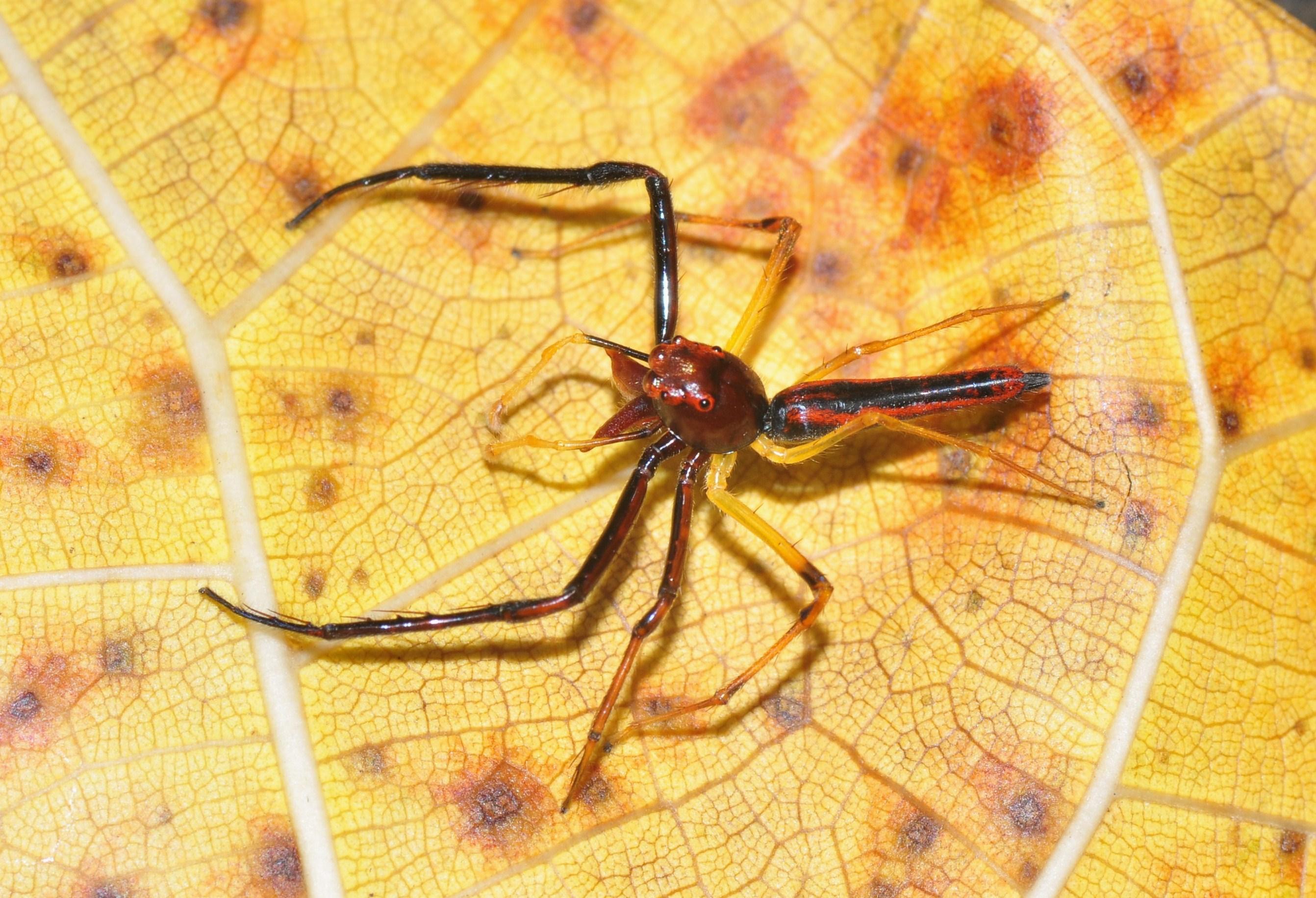
Viciria pavesii

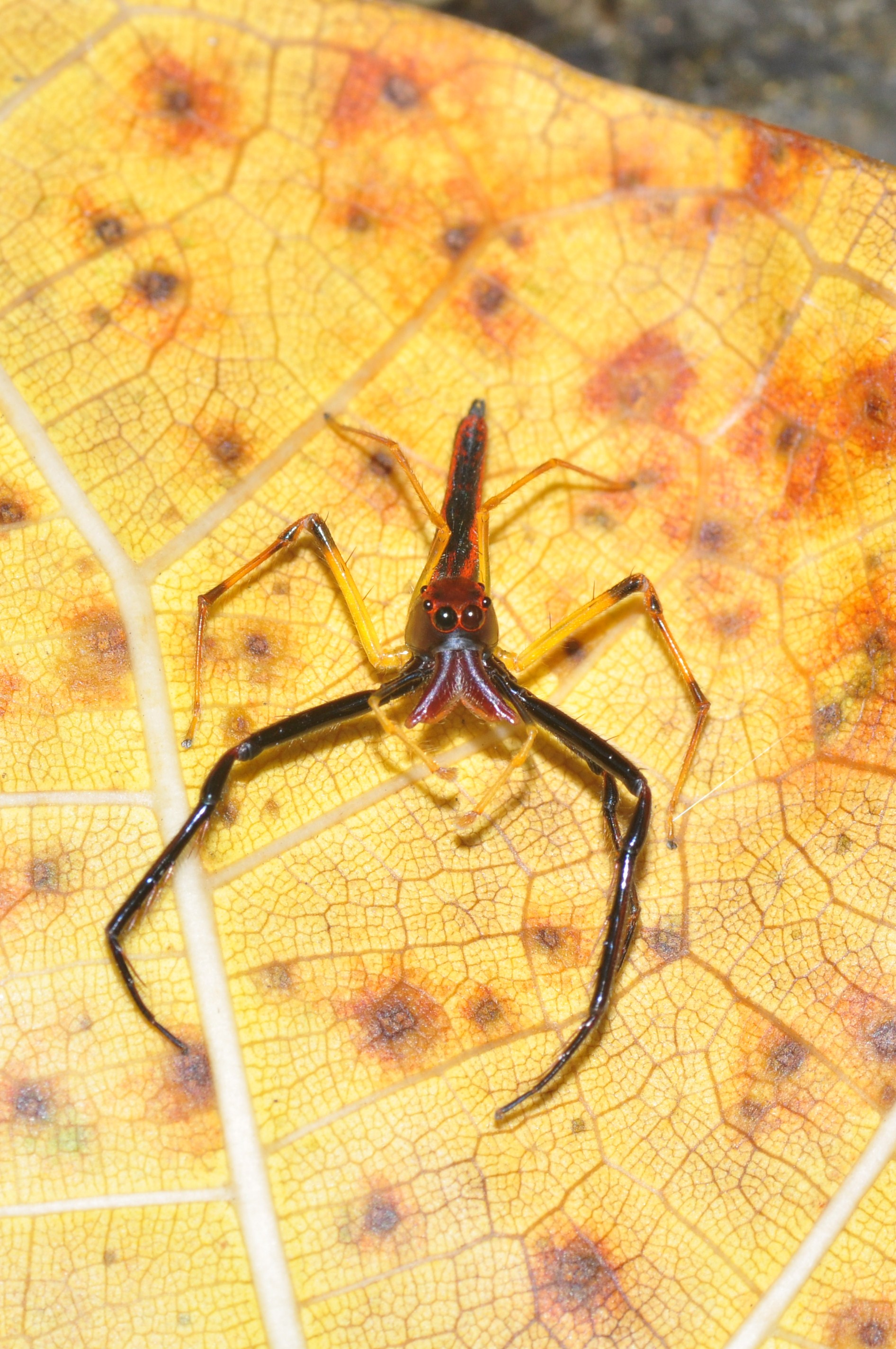
Viciria pavesii

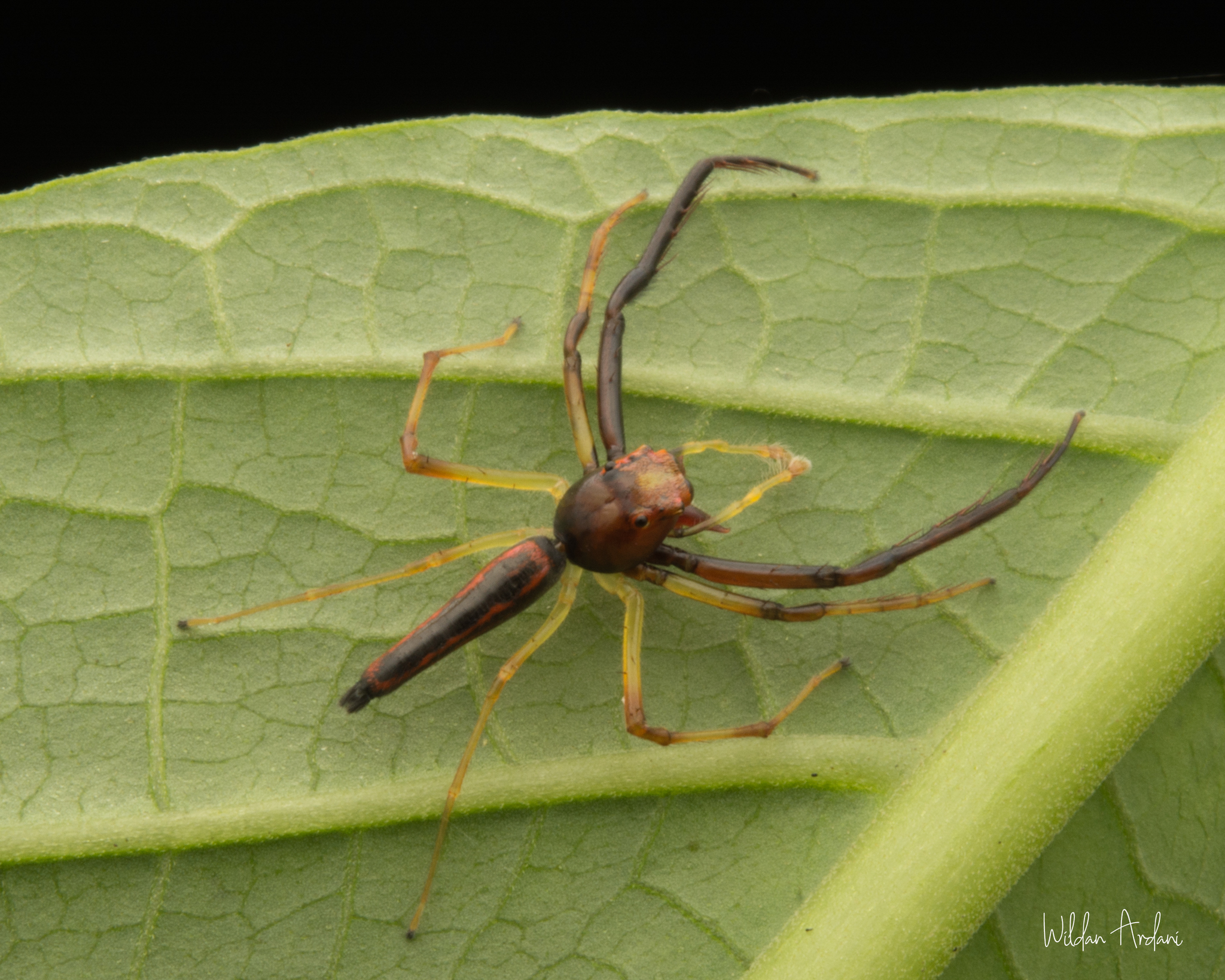
Viciria pavesii

Le mâle syntype mesure 7 mm et la femelle syntype 9,5 mm.

## Systématique et taxinomie
Cette espèce a été décrite par Thorell en 1877.
Lagnus ruber a été placée en synonymie par Simon en 1903.
Attus praemandibularis a été placée en synonymie par Hill en 2022.

## Publication originale
- Thorell, 1877 : « Studi sui Ragni Malesi e Papuani. I. Ragni di Selebes raccolti nel 1874 dal Dott. O. Beccari. » Annali del Museo Civico di Storia Naturale di Genova, vol. 10, p. 341-637  (texte intégral).